# Marco da Sérvia
Marco Merniavecheviche (em sérvio: Марко Мрњавчевић; romaniz.: Marko Mrnjavčević, [mâːrko mr̩̂ɲaːʋt͡ʃeʋit͡ɕ]; ca. 1335 - 17 de maio de 1395) foi de jure rei da Sérvia de 1371 a 1395, enquanto era rei de facto no território a oeste da Macedônia centrado em Prilepo. Foi conhecido como Príncipe Marco (Краљевић Марко, [krǎːʎeʋit͡ɕ mâːrko]) e Rei Marco (Краљ Марко; em búlgaro: Крали Меварко) na tradição oral dos eslavos do sul e tornar-se-ia uma figura central no tempo de dominação otomana dos Bálcãs. Seu pai Blucasino era o correi com Estêvão Uresis V (r. 1346–1355), cujo reinado foi caracterizado pela enfraquecimento da autoridade central e desintegração gradual do Império Sérvio (1346–1371). As propriedades de Blucasino incluíam terras no oeste da Macedônia e Cossovo. Em 1370 ou 1371, coroou Marco como "jovem rei"; este título incluía a possibilidade de que Marco o sucedesse sem filhos Uresis no trono sérvio.
Em 26 de setembro de 1371, Blucasino foi morto e suas forças derrotadas na Batalha de Maritsa. Cerca de dois meses depois, Uresis morreu. Isso tornou Marco formalmente o rei sérvio; entretanto, os nobres sérvios, que haviam se tornado efetivamente independentes da autoridade central, nem mesmo consideraram reconhecê-lo como seu governante supremo. Algum tempo depois, seria um vassalo otomano; em 1377, porções significativas do território que herdou de Blucasino foram confiscadas por outros nobres. Ele, no final, era um senhor regional que governou um território relativamente pequeno no oeste da Macedônia. Financiou a construção do Mosteiro de São Demétrio perto da cidade de Escópia (o chamado Mosteiro de Marco), que foi finalizado em 1376. Morreu em 17 de maio de 1395, lutando pelos otomanos contra os valáquios na Batalha de Rovine.
Embora um governante de modesta importância histórica, se tornou um personagem importante na tradição oral eslava do sul. É tido como herói nacional pelos sérvios, macedônios e búlgaros, lembrado no folclore balcânico como destemido e poderoso protetor dos fracos, que lutou contra a injustiça e enfrentou os turcos durante a ocupação otomana.

## Vida

### Até 1371
Marco nasceu por volta de 1335 como o primeiro filho de Blucasino e sua esposa Alena. O patronímico "Merniavecheviche" deriva de Merniava, descrito pelo historiador ragusano do século XVII Mavro Orbin como um nobre menor de Zaclúmia (na atual Herzegovina e no sul da Dalmácia). De acordo com Orbin, os filhos de Merniava nasceram em Livno, no oeste da Bósnia, para onde pode ter se mudado depois que Zaclúmia foi anexada da Sérvia pela Bósnia em 1326. A família Merniavecheviche[a] pode ter posteriormente apoiado o imperador sérvio Estêvão Uresis IV (r. 1331–1355) em seus preparativos para invadir a Bósnia, assim como outros nobres zaclúmios, e, temendo punição, emigrou para o Império Sérvio antes do início da guerra. Esses preparativos possivelmente começaram dois anos antes da invasão, que ocorreu em 1350. A partir desse ano, vem a primeira referência escrita ao pai de Marco, Blucasino, descrevendo-o como o nomeado zupano (governador distrital) de Prilepo por Uresis, que foi adquirida pela Sérvia do Império Bizantino em 1334 com outras partes da Macedônia. Em 1355, por volta dos 47 anos, Uresis morreu repentinamente de um derrame.

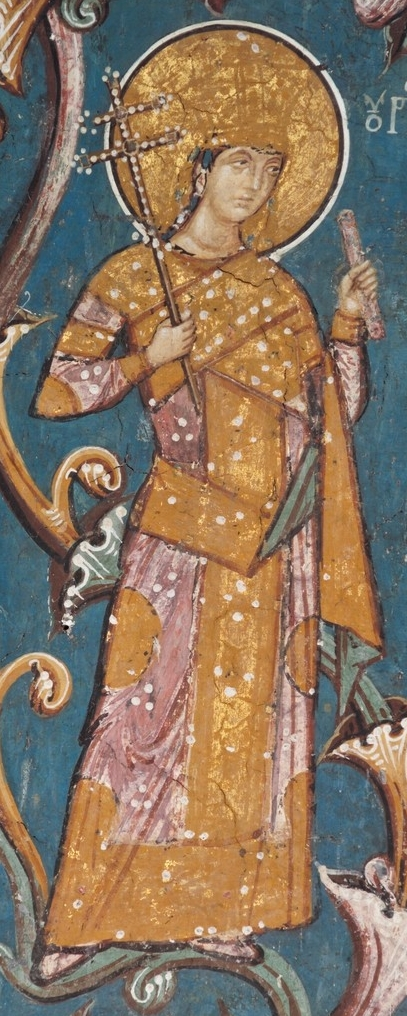
Afresco de Uresis V no Mosteiro de Dechani

Uresis foi sucedido por seu filho Estêvão Uresis V, de 19 anos, que aparentemente considerava Marco um homem de confiança. O novo imperador o nomeou chefe da embaixada que enviou a Ragusa no final de julho de 1361 para negociar a paz entre o império e a República de Ragusa após as hostilidades no início daquele ano. Embora a paz não tenha sido alcançada, Marco negociou com sucesso a libertação dos mercadores sérvios de Prisreno que foram detidos pelos ragusanos e tiveram permissão para retirar a prata depositada na cidade por sua família. O relato daquela embaixada em um documento de ragusano contém a referência mais antiga conhecida e indiscutível a Marco. Uma inscrição escrita em 1356 na parede de uma igreja na região macedônia de Ticues menciona um Nicolau e um Marco como governadores naquela região, mas a identidade deste Marco é contestada.
A morte de Uresis foi seguida pela agitação da atividade separatista no Império Sérvio. Os territórios do sudoeste, incluindo Epiro, Tessália e terras no sul da atual Albânia, se separaram em 1357. No entanto, o núcleo do estado (as terras ocidentais, incluindo Zeta e Travúnia com o vale do Drina Superior; as terras sérvias centrais; e a Macedônia), permaneceu leal a Uresis V. No entanto, os nobres locais afirmaram cada vez mais independência da autoridade de Uresis, mesmo na parte do Estado que permaneceu sérvia. Uresis era fraco e incapaz de neutralizar essas tendências separatistas, tornando-se um poder inferior em seu próprio domínio. Os senhores sérvios também lutaram entre si por território e influência.
Blucasino era um político hábil e gradualmente assumiu o papel principal no império. Em agosto ou setembro de 1365, Uresis o coroou rei, tornando-o seu correi. Em 1370, o patrimônio potencial de Marco aumentou à medida que Blucasino expandiu suas propriedades pessoais de Prilepo para a Macedônia, Cossovo e Metóquia, adquirindo Prisreno, Pristina, Novo Brdo, Escópia e Ocrida. Em uma carta que emitiu em 5 de abril de 1370, Blucasino mencionou sua esposa Alena e filhos Marco e André, assinando-se como "Senhor das Terras Sérvias e Gregas e das Províncias Ocidentais" (господинь зємли срьбьскои и грькѡмь западнимь странамь). No final de 1370 ou início de 1371, Blucasino coroou Marco como "Jovem Rei", um título dado aos herdeiros presuntivos de reis sérvios para garantir sua posição como sucessores ao trono. Visto que Uresis não tinha filhos, Marco poderia se tornar seu sucessor, dando início a uma nova - de Blucasino - dinastia de soberanos sérvios, e terminando a dinastia Nemanique de dois séculos. A maioria dos senhores sérvios estava descontente com a situação, o que fortaleceu seu desejo de independência da autoridade central.

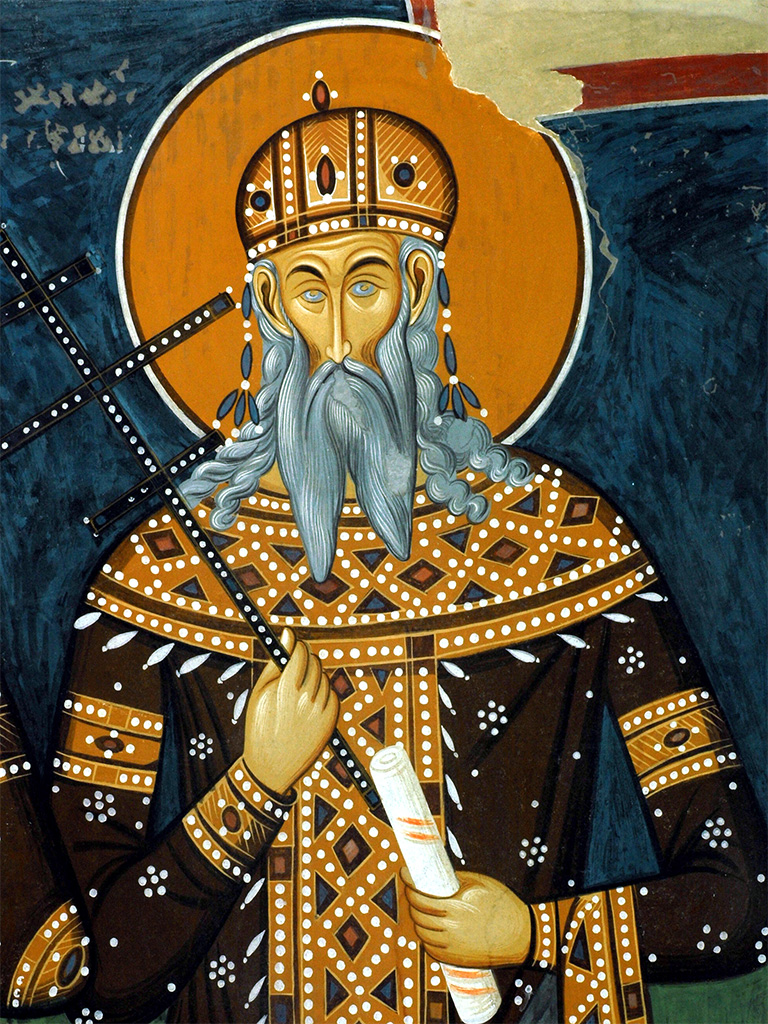
Afresco de Blucasino no Mosteiro de Pesacha

Blucasino procurou uma esposa bem relacionada para Marco. Uma princesa da croata Casa de Subique da Dalmácia foi enviada por seu pai, Gregório, para a corte de seu parente Tordácato I, o bano da Bósnia. Ela deveria ter sido criada e casada pela mãe de Tuarteco, Helena. Helena era filha de Jorge II, cujo avô materno foi o rei sérvio Estêvão Dragutino (r. 1276–1316). O bano e sua mãe aprovaram a ideia de Blucasino de unir a princesa Subique e Marco, e o casamento era iminente. No entanto, em abril de 1370, o papa Urbano V enviou a Tuarteco uma carta proibindo-o de dar a senhora católica em casamento ao "filho de Sua Magnificência, o Rei da Sérvia, um cismático" (filio magnifici viri Regis Rascie scismatico). O papa também notificou o rei Luís I da Hungria (r. 1342–1382), soberano nominal do bano, da iminente "ofensa à fé cristã", e o casamento não ocorreu. Marco posteriormente se casou com Helena (filha de Radoslau Clapeno, o senhor de Véria e Edessa e o principal nobre sérvio no sul da Macedônia).
Durante a primavera de 1371, Marco participou dos preparativos para uma campanha contra Nicolau Altomanoviche, o grande senhor do oeste do império. A campanha foi planejada em conjunto pelo rei Blucasino e Durado I Balsique, senhor de Zeta (que era casado com Olivera, a filha do rei). Em julho daquele ano, Blucasino e Marco acamparam com seu exército fora de Escútare, no território de Balsique, prontos para fazer uma incursão em direção a Onogoste nas terras de Altomanoviche. O ataque nunca aconteceu, uma vez que os otomanos ameaçaram a terra do déspota João Ugliesa (senhor de Serres e irmão mais novo de Blucasino, que governava na Macedônia Oriental) e as forças de Merniavecheviche foram rapidamente direcionadas para o leste. Tendo buscado aliados em vão, os dois irmãos e suas tropas entraram em território controlado por otomanos. Na Batalha de Maritsa, em 26 de setembro de 1371, os turcos aniquilaram o exército sérvio; os corpos de Blucasino e João Ugliesa nunca foram encontrados. O local da batalha, próximo ao vilarejo de Ormênio, na atual Grécia Oriental, desde então tem sido chamado de Sırp Sındığı ("derrota sérvia") em turco. A Batalha de Maritsa teve consequências de longo alcance para a região, uma vez que abriu os Bálcãs aos turcos.

### Após 1371
Quando seu pai morreu, o "jovem rei" Marco tornou-se rei e cogovernante do imperador Uresis. A dinastia Nemanique terminou logo depois, quando Uresis morreu em 2 (ou 4) de dezembro de 1371 e Marco tornou-se o soberano formal da Sérvia. Os senhores sérvios, no entanto, não o reconheceram e as divisões dentro do Estado aumentaram. Após a morte dos dois irmãos e a destruição de seus exércitos, a família Merniavecheviche ficou impotente. Os senhores de Marco aproveitaram a oportunidade para apreender partes significativas de seu patrimônio. Em 1372, Durado I tomou Prisreno e Peć, e o príncipe Lázaro tomou Pristina. Em 1377, Vuco Brancoviche adquiriu Escópia, e o magnata albanês Andrea Gropa tornou-se virtualmente independente em Ocrida; no entanto, pode ter permanecido um vassalo de Marco como tinha sido de Blucasino. O genro de Gropa era parente de Marco, Ostroia Rajacoviche, do clã Ugarchique de Travúnia. Foi um dos nobres sérvios de Zaclúmia e Travúnia (principados adjacentes na atual Herzegovina) que recebeu terras nas partes recém-conquistadas da Macedônia durante o reinado do imperador Uresis IV. A única cidade considerável mantida por Marco era Prilepo, de onde seu pai surgiu. Tornou-se um pequeno príncipe governando um território relativamente pequeno no oeste da Macedônia, limitado ao norte pelas montanhas Xar e Escópia; no leste pelos rios Vardar e Crena, e no oeste por Ocrida. Os limites ao sul de seu território são incertos. Compartilhou seu governo com seu irmão mais novo, André (Andrijaš), que tinha sua própria terra. Sua mãe, a Rainha Helena, tornou-se freira após a morte de Blucasino, assumindo o nome monástico de Ielisaveta, mas foi cogovernante com André por algum tempo depois de 1371. O irmão mais novo, Demétrio, vivia em terras controladas por André. Havia outro irmão, Ivanis, sobre o qual pouco se sabe. Não se sabe quando Marco se tornou vassalo otomano, mas provavelmente não foi imediatamente após a Batalha de Maritsa.
Em algum momento, Marco se separou de Helena e morou com Teodora, esposa de um homem chamado Gregório, e Helena voltou para seu pai em Véria. Marco mais tarde tentou se reconciliar com Helena, mas teve que enviar Teodora para seu sogro. Como as terras de Marco faziam fronteira ao sul com as de Radoslau, a reconciliação pode ter sido política. O escriba Dobre, vassalo de Marco, transcreveu um livro litúrgico para a igreja da aldeia de Caludereque,[b] e, ao terminar, fez uma inscrição que começa assim:
| “ | Слава сьвршитєлю богѹ вь вѣкы, аминь, а҃мнь, а҃м. Пыса сє сиꙗ книга ѹ Порѣчи, ѹ сєлѣ зовомь Калѹгєрєць, вь дьны благовѣрнаго кралꙗ Марка, ѥгда ѿдадє Ѳодору Грьгѹровѹ жєнѹ Хлапєнѹ, а ѹзє жєнѹ свою прьвовѣнчанѹ Ѥлєнѹ, Хлапєновѹ дьщєрє. Glória a Deus, o Consumador para todo o sempre, amém, amém, amém. Este livro foi escrito em Poreche, na aldeia de nome Caludereque, nos dias do piedoso Rei Marco, quando entregou Teodora, a esposa de Gregório, a Clapeno [Radoslau], e levou de volta sua primeira esposa Helena, filha de Clapeno. | ” |

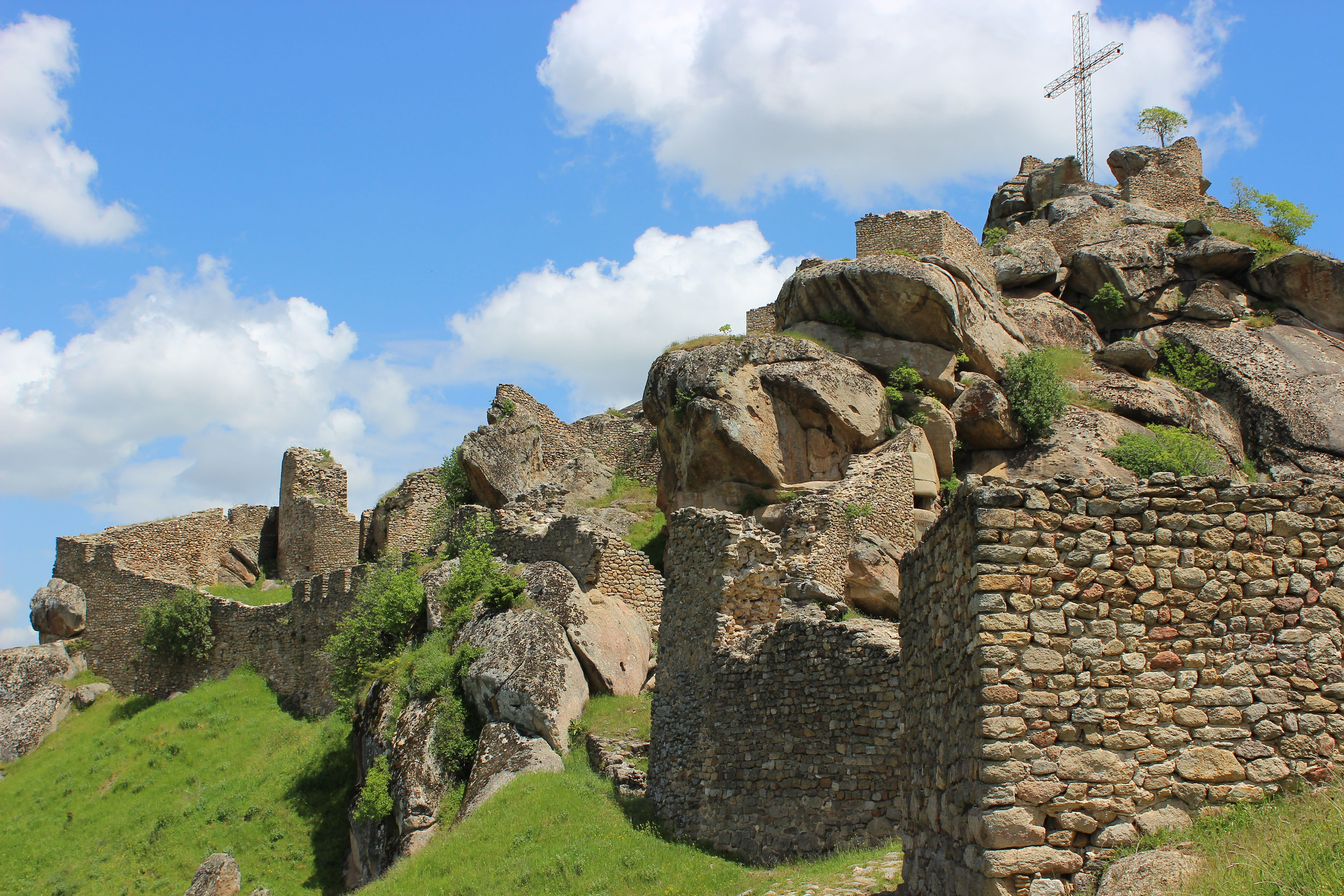
Restos da fortaleza de Marco acima de Prilepo, conhecida como Torres de Marco

A fortaleza de Marco ficava numa colina ao norte da atual Prilepo; seus restos parcialmente preservados são conhecidos como "Torres de Marco" (Markovi Kuli). Abaixo da fortaleza está a vila de Varos, local da Prilepo medieval. A vila contém o Mosteiro do Arcanjo Miguel, reformada por Marco e Blucasino, cujos retratos estão nas paredes da igreja do mosteiro. Marco foi ctetor da Igreja de Santo Domingo em Prisreno, que foi concluída em 1371, pouco antes da Batalha de Maritsa. Na inscrição acima da entrada da igreja, é chamado de "jovem rei".
O Mosteiro de São Demétrio, popularmente conhecido como Mosteiro de Marco, fica na aldeia de Marcova Suxica (perto de Escópia) e foi construído a partir de c. 1345 a 1376 (ou 1377). Os reis Marco e Blucasino, seus ctetores, são representados sobre a entrada sul da igreja do mosteiro. Marco é um homem de aparência austera com roupas roxas e uma coroa decorada com pérolas. Com a mão esquerda segura um pergaminho, cujo texto começa: "Eu, no Deus Cristo, o piedoso Rei Marco, construí e inscrevi este templo divino [...]". Na mão direita, segura um corno que simboliza o corno de óleo com que os reis do Antigo Testamento foram ungidos em sua coroação (conforme descrito em 1 Samuel 16:13). Marco é dito ser mostrado aqui como o rei escolhido por Deus para liderar seu povo através da crise após a Batalha de Maritsa.
Marco cunhou seu próprio dinheiro, em comum com seu pai e outros nobres sérvios da época. Suas moedas de prata pesavam 1,11 gramas, e eram produzidas em três tipos. Em dois deles, o anverso continha um texto de cinco linhas: ВЬХА / БАБЛГОВ / ѢРНИКР / АЛЬМА / РКО ("No Cristo Deus, o piedoso Rei Marco"). No primeiro tipo, o reverso representava Cristo sentado em um trono; na segunda, Cristo estava sentado em uma mandorla. No terceiro tipo, o reverso representava Cristo em uma mandorla; o anverso continha o texto de quatro linhas БЛГО / ВѢРНИ / КРАЛЬ / МАРКО ("Piedoso Rei Marco"), que Marco também usou na inscrição da igreja. Omitiu uma designação territorial de seu título, provavelmente em reconhecimento tácito de seu poder limitado. Embora seu irmão André também cunhasse suas próprias moedas, o suprimento de dinheiro no território governado pelos irmãos consistia principalmente em moedas cunhadas pelo rei Blucasino e pelo czar Uresis. Cerca de 150 das moedas de Marco sobrevivem em coleções numismáticas.
Em 1379, o príncipe Sérvia, governante da Sérvia Morávia, emergiu como o nobre sérvio mais poderoso. Embora se chamasse autocrator de todos os sérvios (самодрьжць вьсѣмь Србьлѥмь), não era forte o suficiente para unir todas as terras sérvias sob sua autoridade. As famílias Balšić e Mrnjavčević, Constantino Dragas (maternamente um Nemanique), Vuco Brancoviche e Radoslau Clapeno continuaram governando suas respectivas regiões. Além de Marco, Tordácato I foi coroado rei dos sérvios e da Bósnia em 1377. Aparentado como os Nemaniques pela via materna, Tordácato conquistou porções ocidentais do antigo Império Sérvio em 1373.

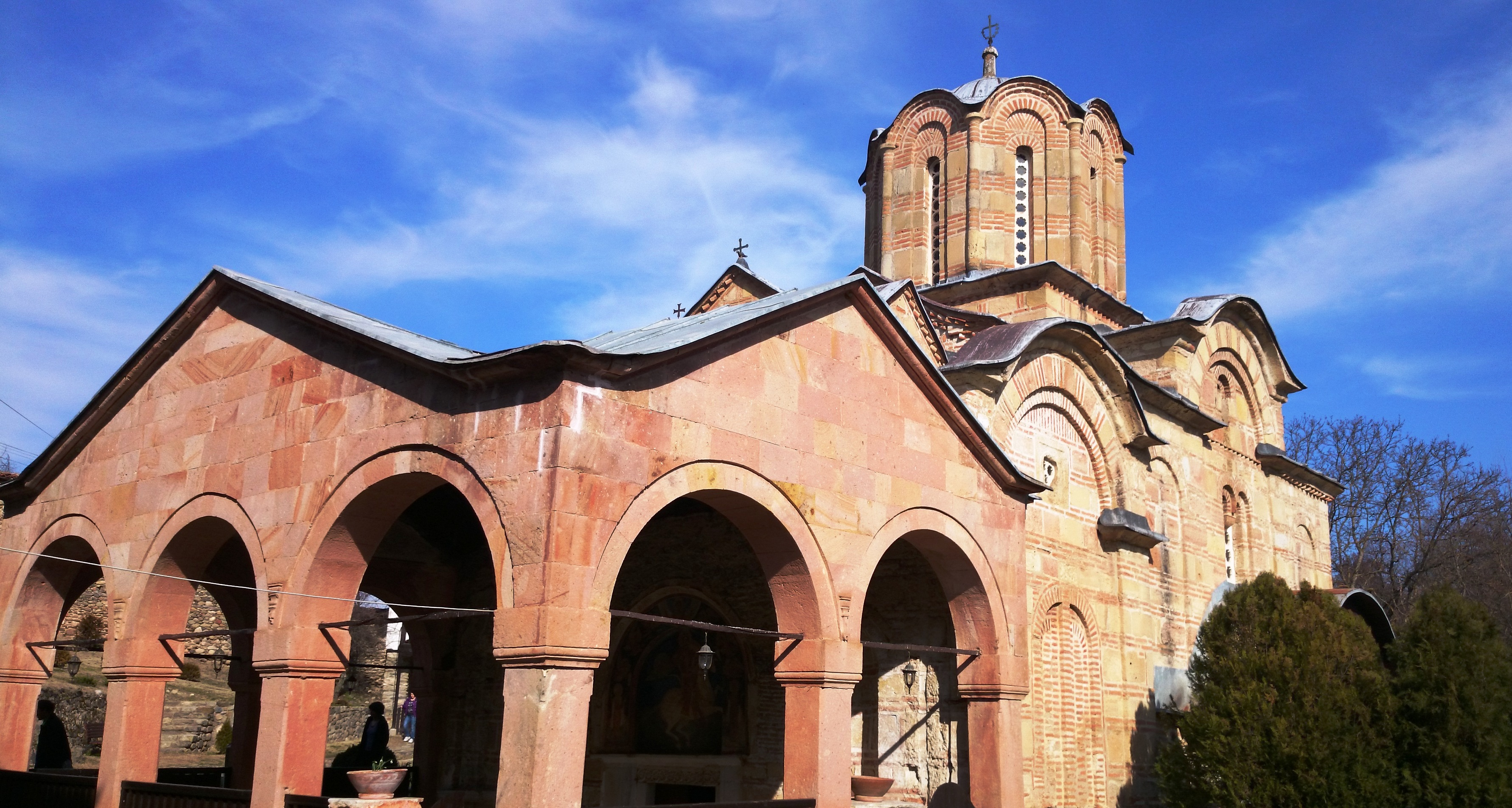
Mosteiro de Marco em Marcova Suxica, perto de Escópia

Em 15 de junho de 1389, as forças sérvias lideradas pelo príncipe Lázaro, Vuco e o nobre de Tordácato, Vladimir Vucoviche de Zaclúmia, confrontaram o exército otomano liderado pelo sultão Murade I na Batalha do Cossovo, a batalha mais conhecida na história medieval da Sérvia. Com a maior parte de ambos os exércitos eliminados e Lázaro e Murade mortos, o resultado da batalha foi inconclusivo. Em consequência disso, os sérvios tiveram mão de obra insuficiente para defender suas terras, enquanto os otomanos tiveram muito mais tropas no leste. Principados sérvios que ainda não eram vassalos otomanos tornaram-se vassalos nos anos seguintes.
Em 1394, um grupo de vassalos otomanos nos Bálcãs renunciou à vassalagem. Embora Marco não estivesse entre eles, seus irmãos mais novos, André e Demétrio, recusaram-se a permanecer sob o domínio otomano. Emigraram para o Reino da Hungria, entrando ao serviço do rei Sigismundo (r. 1387–1437). Viajaram por Ragusa, de onde retiraram dois terços do estoque de 96,73 quilos de prata de seu falecido pai, deixando o terço restante para Marco. Embora André e Demétrio tenham sido os primeiros nobres sérvios a emigrar à Hungria, a migração sérvia para o norte continuaria durante a ocupação otomana.
Em 1395, os otomanos atacaram a Valáquia para punir seu governante, Mircea I, por suas incursões em seu território. Três vassalos sérvios lutaram no lado otomano: Marco, Constantino Dragas e o déspota Estêvão, o Alto (filho e herdeiro de Lázaro). A Batalha de Rovine, em 17 de maio de 1395, foi vencida pelos valáquios; Marco e Dragas foram mortos. Após suas mortes, os otomanos anexaram suas terras, combinando-as em uma província otomana centrada em Quiuntendil. Trinta e seis anos após a Batalha de Rovine, Konstantino, o Filósofo escreveu a Biografia do Déspota Estêvão Lazareviche e registrou o que Marco disse a Dragas na véspera da batalha: "Eu digo e rezo ao Senhor para ajudar os Cristãos e para mim esteja entre os primeiros a morrer nesta guerra." A crônica continua afirmando que foram mortos na batalha. Outra fonte medieval que menciona a morte de Marco na Batalha de Rovine é a Crônica Dechani.

## Na poesia popular

### Poesia épica sérvia

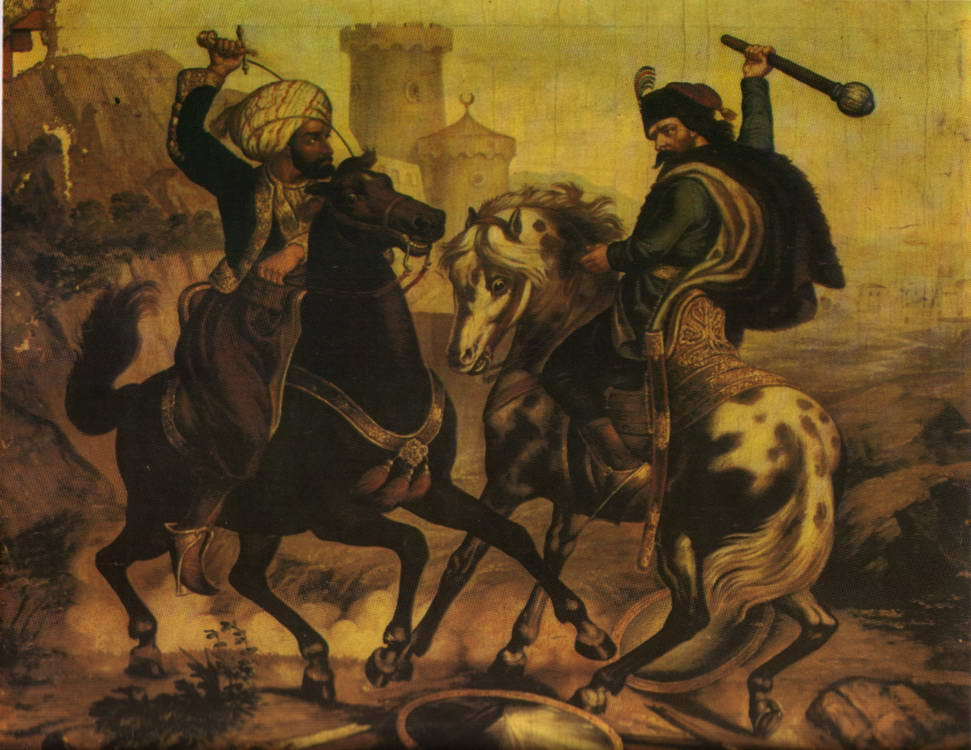
Príncipe Marco e Muça Quesezia em pintura de Vladislav Titelbah de 1900

Marco é o herói mais popular da poesia épica sérvia, na qual é chamado de "Príncipe Marco" (Kraljević Marko). Este título informal foi anexado aos filhos de Blucasino em fontes contemporâneas como um sobrenome (Marko Kraljević),[c] e foi adotado pela tradição oral sérvia como parte do nome de Marco. Poemas sobre ele não seguem um enredo; o que os liga em um ciclo poético é o próprio herói, com suas aventuras iluminando seu caráter e personalidade. O épico Marco durou 300 anos; os heróis dos séculos XIV a XVI que apareceram como seus companheiros incluem Milos Obilique, Creles Estêvão, Lobo Gargurevitch e João Corvino e seu sobrinho, Banoviche Secula. Muito poucos fatos históricos sobre Marco podem ser encontrados nos poemas, mas refletem sua conexão com a desintegração do Império Sérvio e sua vassalagem aos otomanos. Foram compostos por poetas sérvios anônimos durante a ocupação otomana de suas terras. De acordo com o eslavista americano George Rapall Noyes, "combinam pathos trágico com comédia quase obscena de uma forma digna de um dramaturgo isabelino."
A poesia épica sérvia concorda que o rei Blucasino era o pai de Marco. Sua mãe nos poemas era Jevrosima, irmã de voivoda Monchilo, o senhor da fortaleza de Pirlitor (no monte Durmitor na Antiga Herzegovina). Monchilo é descrito como um homem de tamanho e força imensos com atributos mágicos: um cavalo alado e um sabre com olhos. Blucasino o assassinou com a ajuda da jovem esposa do voivoda, Vidosava, apesar da tentativa abnegada de Jevrosima de salvar seu irmão. Em vez de se casar com Vidosava (o plano original), Blucasino matou a mulher traiçoeira. Levou Jevrosima de Pirlitor para sua capital, Escadar, e se casou com ela de acordo com o conselho do moribundo Monchilo. Ela deu à luz dois filhos, Marco e André, e o poema que narra esses eventos diz que Marco foi parecido com seu tio Monchilo. Este personagem épico corresponde historicamente ao bandido búlgaro e mercenário Momchil, que estava a serviço do imperador sérvio Estêvão Uresis IV; mais tarde se tornou um déspota e morreu na Batalha de Periteório de 1345. De acordo com outro relato, Marco e André foram filhos de uma vila (ninfa eslava da montanha) casada com Blucasino depois que a pegou perto de um lago e removeu suas asas para que não pudesse escapar.
À medida que Marco amadurecia, se tornava obstinado; Blucasino disse uma vez que não tinha controle sobre seu filho, que ia aonde queria, bebia e brigava. Marco cresceu e se tornou um homem grande e forte, com uma aparência aterrorizante, que também era um tanto cômica. Usava um boné de pele de lobo puxado para baixo sobre os olhos escuros, seu bigode preto era do tamanho de um cordeiro de seis meses e sua capa era de pele de lobo desgrenhada. Um sabre de Damasco balançou em sua cintura, e uma lança foi pendurada em suas costas. Seu pernache pesava 66 ocas (85 quilos) e ficava pendurado no lado esquerdo de sua sela, equilibrado por um odre de vinho bem cheio no lado direito da sela. Seu aperto era forte o suficiente para espremer gotas de água de um pedaço de madeira seca de cornalina. Derrotou uma sucessão de campeões contra todas as probabilidades.
O companheiro inseparável do herói era seu poderoso e falante cavalo malhado Xaraque; sempre deu a ele uma porção igual de seu vinho. O cavalo podia pular três lanças de altura e quatro para frente, permitindo a Marco capturar a perigosa e esquiva vila Ravioila. Ela se tornou sua irmã de sangue, prometendo ajudá-lo em apuros. Quando Ravioila o ajudou a matar o monstruoso Muça Quesezia de três corações (que quase o derrotou), ficou triste porque havia matado um homem melhor do que ele. É retratado como um protetor dos fracos e indefesos, um lutador contra os valentões turcos e a injustiça em geral. Era um guardião idealizado das normas patriarcais e naturais: em um acampamento militar turco, decapitou o turco que matou seu pai de maneira desonrosa. Aboliu o imposto sobre o casamento matando o tirano que o impôs ao povo de Cossovo. Salvou a filha do sultão de um casamento indesejado depois que implorou a ele, como seu irmão de sangue, para ajudá-la. Resgatou três voivodas sérvios (seus irmãos de sangue) de uma masmorra e ajudou animais em perigo. Era um salvador e benfeitor de pessoas e um promotor de vida; "O príncipe Marco é lembrado como um belo dia do ano".
Uma característica de Marco era sua reverência e amor por sua mãe, Jevrosima; frequentemente procurava o conselho dela, seguindo-o mesmo quando contradizia seus próprios desejos. Ela morava consigo em sua mansão em Prilepo, sua estrela guia o guiando para longe do mal e para o bem no caminho do aperfeiçoamento moral e das virtudes cristãs. A honestidade e coragem moral de Marco são notáveis em um poema em que era a única pessoa que conhecia a vontade do falecido Estêvão Uresis IV em relação a seu herdeiro. Marco se recusou a mentir em favor dos pretendentes - seu pai e tios. Disse a verdade que Estêvão nomeou seu filho, Estêvão Uresis V, herdeiro do trono sérvio. Isso quase lhe custou a vida, já que Blucasino tentou matá-lo.
Marco é representado como um vassalo leal do sultão otomano, lutando para proteger o potentado e seu império dos bandidos. Quando convocado pelo sultão, participou de campanhas militares turcas. Mesmo nesse relacionamento, no entanto, sua personalidade e o senso de dignidade eram evidentes. Ocasionalmente deixava o sultão inquieto, e as reuniões entre eles geralmente terminavam assim:
| “ | Цар с' одмиче, а Марко примиче, Док доћера цара до дувара; Цар се маши у џепове руком, Те извади стотину дуката, Па их даје Краљевићу Марку: "Иди, Марко, напиј ми се вина". O sultão foi para trás e Marco o seguiu, Até que o levou até a parede. Certo o sultão colocou a mão no bolso E tirou cem ducados, E os deu ao Príncipe Marco. "Vá, Marco", disse ele, "beba o seu vinho". | ” |

A fidelidade de Marco foi combinada com a noção de que o servo era maior do que seu senhor, pois os poetas sérvios viraram o jogo contra seus conquistadores. Esse duplo aspecto de Marco pode explicar seu estatuto heroico; para os sérvios, era "o símbolo orgulhoso expressivo do espírito inquebrantável que sobreviveu apesar do desastre e da derrota", de acordo com o tradutor dos poemas épicos sérvios David Halyburton Low. Na batalha, Marco usou não apenas sua força e destreza, mas astúcia e malandragem. Apesar de suas qualidades extraordinárias, não foi descrito como um super-herói ou deus, mas como um homem mortal. Houve oponentes que o superaram em coragem e força. Era ocasionalmente caprichoso, temperamental ou cruel, mas seus traços predominantes eram honestidade, lealdade e bondade fundamental.

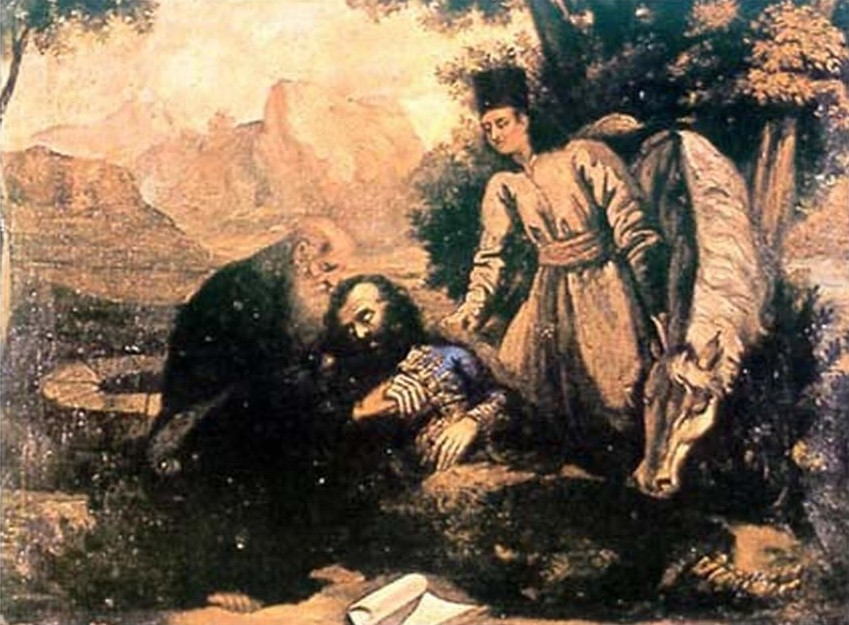
A Morte do Príncipe Marco, pintura de 1848 de Novak Radonić

Com sua aparência e comportamento cômicos, e seus comentários às custas de seus oponentes, é o personagem mais engraçado da poesia épica sérvia. Quando um mouro o atingiu com uma maça, disse rindo: "Ó valente mouro negro! Você está brincando ou golpeando a sério?" Jevrosima certa vez aconselhou seu filho a parar com suas aventuras sangrentas e arar os campos. Obedeceu de uma forma severamente humorística, arando a estrada do sultão em vez dos campos. Um grupo de janízaros turcos com três maços de ouro gritou para parar de arar a estrada. Os avisou para evitarem os sulcos, mas rapidamente se cansou de discutir:
| “ | Диже Марко рало и волове, Те он поби Турке јањичаре, Пак узима три товара блага, Однесе их својој старој мајци: "То сам тебе данас изорао." Ele balançou arado e bois no alto, E com isso matou os janízaros turcos. Então pegou as três cargas de ouro, E os trouxe para sua mãe, "Eis", disse ele, "o que ararei para ti neste dia." | ” |

Marco, com 300 anos, cavalgou o Xaraque de 160 anos à beira-mar em direção ao Monte Urvina quando uma vila lhe disse que iria morrer. Então se inclinou sobre um poço e não viu nenhum reflexo de seu rosto na água; a hidromancia confirmou as palavras da vila. Matou Xaraque para que os turcos não o usassem para trabalhos braçais e deu a seu amado companheiro um sepultamento elaborado. Quebrou sua espada e lança, jogando sua maça longe no mar antes de se deitar para morrer. Seu corpo foi encontrado sete dias depois pelo Abade Vaso e seu diácono, Isaias. Vaso levou Marco para o monte Atos e o enterrou no Monastério de Hilandar em uma sepultura sem identificação.

### Poesia épica búlgara
Marco tem sido um dos personagens mais populares do folclore búlgaro (mais geralmente eslavo sul-oriental) por séculos. Esses contos épicos parecem ter se originado da atual Macedônia do Norte. De acordo com a lenda local, a mãe de Marco era Europa (Евросия), irmã do voivoda búlgaro Monchil (que governava o território nas montanhas Ródope). No nascimento de Marco, três narecnitsi (feiticeiras feiticeiras) apareceram, prevendo que seria um herói e substituiria seu pai (Blucasino). Quando o rei ouviu isso, jogou seu filho no rio em uma cesta para se livrar dele. Uma samodiva chamada Vila encontrou Marco e o criou, tornando-se sua mãe adotiva. Por beber o leite da samodiva, adquiriu poderes sobrenaturais e se tornou lutador pela liberdade búlgara contra os turcos. Tem um cavalo alado chamado Xarcolia ("malhado") e uma meia-irmã, a samodiva Guiura. As lendas búlgaras incorporam fragmentos de crenças e mitologia pagã, embora o épico de Marco tenha sido criado nos séculos XIV–XVIII. Entre as canções épicas búlgaras, canções sobre ele são comuns e essenciais. Folcloristas búlgaros que coletaram histórias sobre Marco incluíam o educador Trayko Kitanchev (na região de Resen, no oeste da Macedônia) e Marko Cepenkov de Prilepo (em toda a região).

## Lendas

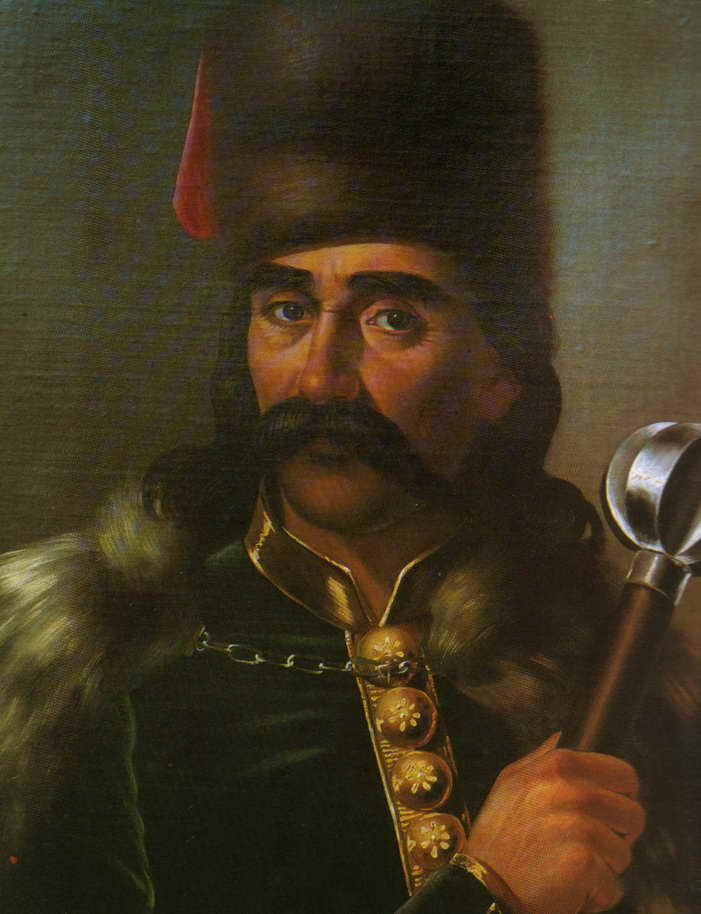
Príncipe Marco de Mina Karadžić (ca. 1850)

As lendas eslavas do sul sobre Príncipe Marco ou Rei Marco são baseadas principalmente em mitos muito mais antigos que o histórico Marco. Ele difere na lenda dos poemas folclóricos; em algumas áreas era imaginado como um gigante que caminhava pisando no topo das colinas, sua cabeça tocando as nuvens. Diz-se que ajudou Deus a moldar a terra e criou o desfiladeiro do rio em Demir Kapija ("Portão de Ferro") com um golpe de seu sabre. Isso drenou o mar cobrindo as regiões de Bitola, Mariovo e Tikveš na Macedônia, tornando-as habitáveis. Depois que a terra foi moldada, Marco mostrou arrogantemente sua força. Deus a tirou deixando um saco tão pesado quanto a terra em uma estrada; quando Marco tentou levantá-lo, perdeu a força e se tornou um homem comum. Reza também a lenda que Marco adquiriu forças depois de ser amamentado por uma vila. O rei Blucasino o jogou em um rio porque não se parecia com ele, mas o menino foi salvo por um vaqueiro (que o adotou e uma vila o amamentou). Em outros relatos, Marco era um pastor (ou vaqueiro) que encontrou os filhos de uma vila perdidos em uma montanha e os protegeu contra o sol (ou lhes deu água). Como recompensa, a vila o amamentou três vezes, e ele pôde levantar e atirar uma grande pedra. Uma versão da Ístria tem Marco fazendo uma sombra para duas cobras, em vez das crianças. Em uma versão búlgara, cada um dos três goles de leite que sugou do peito da vila se tornou uma cobra.
Marco estava associado a grandes pedregulhos solitários e reentrâncias nas rochas; os pedregulhos foram lançados por ele de uma colina, e os entalhes eram suas pegadas (ou as pegadas de seu cavalo). Também estava conectado com características geográficas como colinas, vales, falésias, cavernas, rios, riachos e bosques, que criou ou nas quais fez algo memorável. Eram frequentemente nomeadas em sua homenagem, e há muitos topônimos – da Ístria no oeste à Bulgária no leste – derivados de seu nome. Nas histórias búlgaras e macedônias, tinha uma irmã igualmente forte que competia com ele no arremesso de pedregulhos. Em algumas lendas, o cavalo maravilha de Marco foi um presente de uma vila. Uma história sérvia diz que estava procurando um cavalo que pudesse carregá-lo. Para testar um corcel, o agarrava pelo rabo e o jogava no ombro. Vendo um potro malhado doente de alguns carroceiros, o agarrou pelo rabo, mas não conseguiu movê-lo. Ele comprou (e curou) o potro, nomeando-o Xaraque. Ele se tornou um cavalo extremamente poderoso e companheiro inseparável de Marco. A lenda macedônia conta que Marco, seguindo o conselho de uma vila, capturou um cavalo doente em uma montanha e o curou. Em crostas na pele do cavalo cresceram pelos brancos, e ele se tornou um malhado.
De acordo com a tradição popular, Marco nunca morreu; vive em uma caverna, em um covil coberto de musgo ou em uma terra desconhecida. Uma lenda sérvia conta que uma vez travou uma batalha na qual tantos homens foram mortos que os soldados (e seus cavalos) nadaram em sangue. Ele ergueu as mãos para o céu e disse: "Oh Deus, o que vou fazer agora?" Deus teve pena de Marco, transportando ele e Xaraque para uma caverna (onde Marco enfiou seu sabre em uma rocha e adormeceu). Há musgo na caverna; Xaraque come pouco a pouco, enquanto o sabre emerge lentamente da rocha. Quando ele cair no chão e Xaraque acabar com o musgo, Marco vai acordar e reentrar no mundo. Alguns supostamente o viram depois de descer em um poço profundo, onde morava em uma grande casa em frente à qual Xaraque foi visto. Outros o viram em uma terra distante, vivendo em uma caverna. De acordo com a tradição macedônia, Marco bebeu "água de águia", o que o tornou imortal; ele está com Elias no céu.

## Na cultura moderna

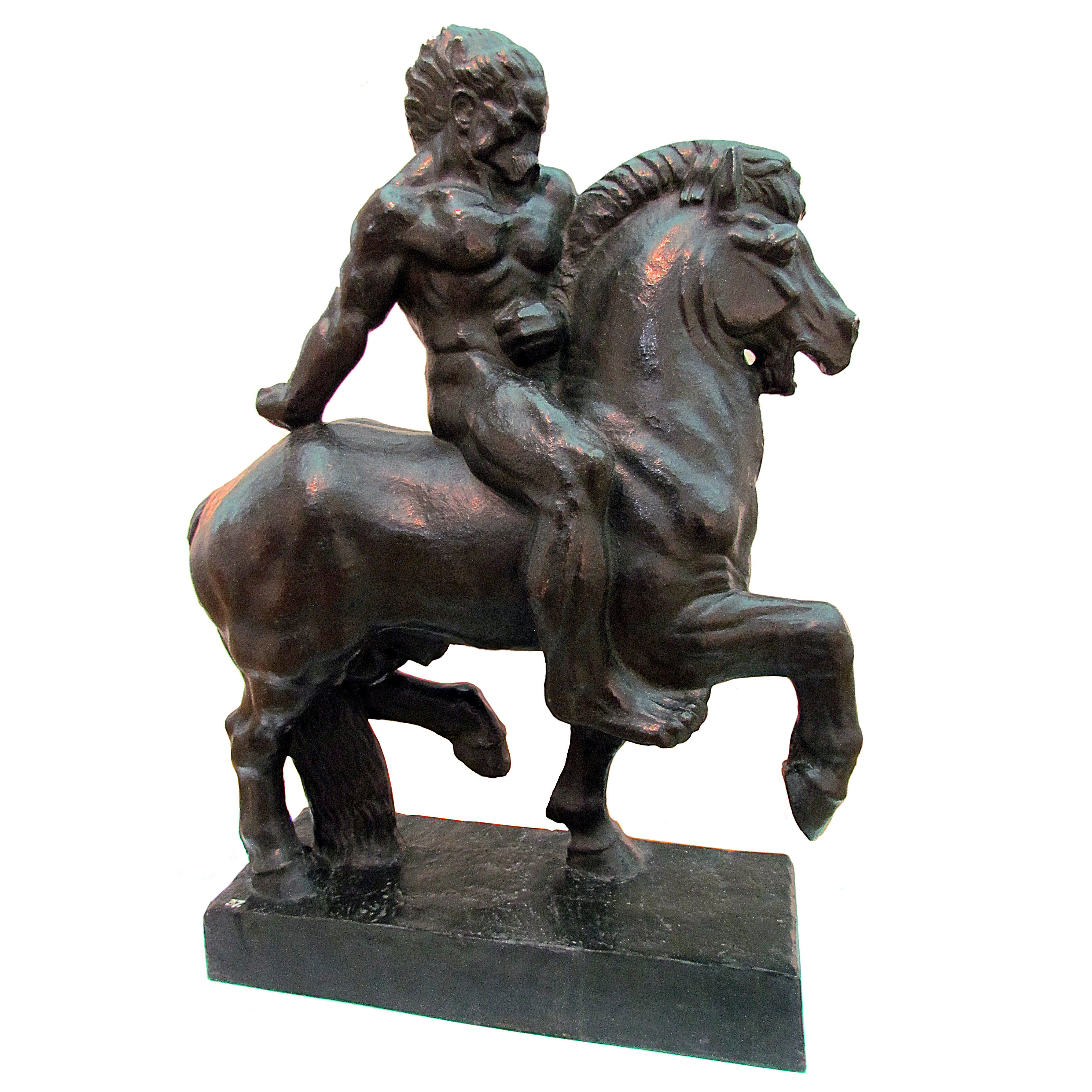
Escultura de Ivan Meštrović (1910)

Durante o século XIX, Marco foi objeto de várias dramatizações. Em 1831 o drama húngaro Príncipe Marco, possivelmente escrito por István Balog, foi apresentado em Buda e em 1838, o drama húngaro Príncipe Marco – Grande Herói Sérvio por Celesztin Pergő foi encenado em Arade. Em 1848, Jovan Sterija Popović escreveu a tragédia O Sonho do Príncipe Marco, na qual a lenda de Marco adormecido é seu motivo central. Petar Preradović escreveu o drama Kraljević Marko, que glorifica a força eslava do sul. Em 1863, Francesco Dall'Ongaro apresentou seu drama italiano, A Ressurreição do Príncipe Marco.
De todas as figuras épicas ou históricas sérvias, considera-se que Marco deu mais inspiração aos artistas visuais; uma monografia sobre o assunto lista 87 autores. Suas mais antigas representações conhecidas são afrescos do século XIV do Mosteiro de Marco e Prilepo. Um desenho do século XVIII de Marco é encontrado nos Evangelhos de Čajniče, um manuscrito em pergaminho medieval pertencente a uma igreja ortodoxa sérvia em Čajniče, no leste da Bósnia. O desenho é simples, único na representação de Marco como um santo e uma reminiscência de relevos stećci. Vuk Karadžić escreveu que durante sua infância no final do século XVIII viu uma pintura de Marco carregando um boi nas costas.
As litografias de Marco do século XIX foram feitas por Anastas Jovanović, Ferdo Kikerec e outros. Artistas que pintaram Marco durante esse século incluem Mina Karadžić, Novak Radonić e Đura Jakšić. Artistas do século XX incluem Nadežda Petrović, Mirko Rački, Uroš Predić e Paja Jovanović. Uma escultura de Marco sobre Xaraque por Ivan Meštrović foi reproduzida em uma nota e selo da Iugoslávia. Ilustradores modernos com Marco como seu assunto incluem Alexander Key, Alexander Klas, Zuko Džumhur, Vasa Pomorišac e Bane Kerac. Os motivos em vários trabalhos são Marco e Ravijojla, Marco e sua mãe, Marco e Xaraque, Marco atirando uma flecha, Marco arando as estradas, a luta entre Marco e Muça e a morte de Marco. Além disso, vários artistas tentaram produzir um retrato realista dele baseado em seus afrescos.